# قنبلة غير موجهة

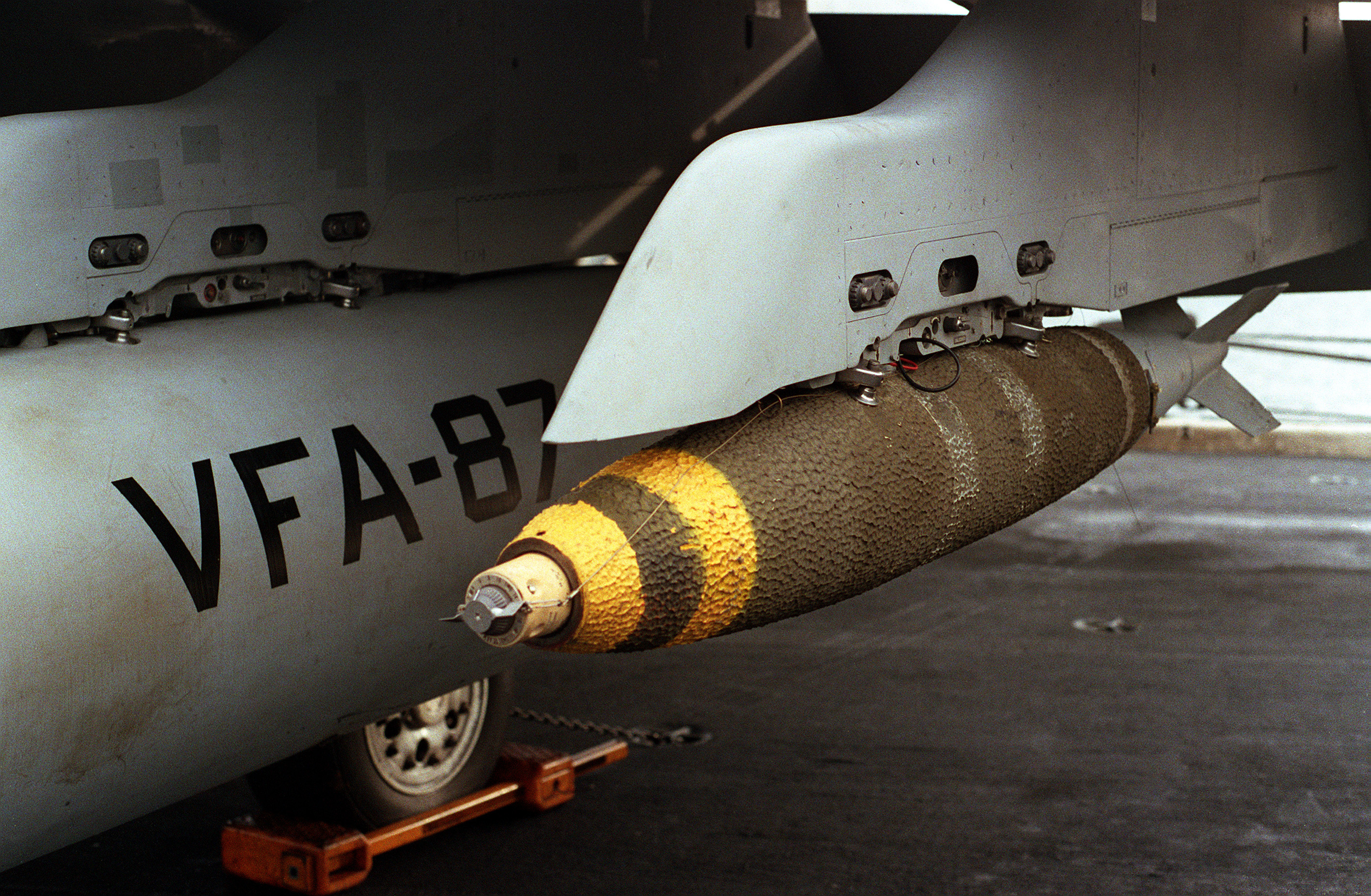
قنبلة مارك 82 غير الموجهة التي تزن 500 رطل (230 كجم).

القنبلة غير الموجهة والمعروفة أيضًا باسم قنبلة السقوط الحر، أو قنبلة الجاذبية، أو القنبلة الغبية، أو القنبلة الحديدية ، هي قنبلة تقليدية أو نووية محمولة بالطائرات ولا تحتوي على نظام توجيه وبالتالي تتبع مسارًا باليستيًا. ينطبق هذا الوصف على جميع قنابل الطائرات في الخدمة العامة حتى النصف الأخير من الحرب العالمية الثانية، والغالبية العظمى حتى أواخر الثمانينيات.
مع زيادة استخدام الذخائر الموجهة بدقة بشكل كبير، كان من الضروري إعادة تسمية "القنابل الذكية" لتمييزها عن قنبلة السقوط الحر. استخدم مصطلح "قنبلة غبية" لبعض الوقت، إلا أن العديد من الجيوش العسكرية اعتقدت أنه وصف مبتذل للغاية، لذا اكتسبت "قنبلة الجاذبية" القبول تدريجيًا كتسمية للقنابل غير الموجهة.
عادةً ما تكون أغلفة القنابل غير الموجهة ذات شكل ديناميكي هوائي، مع وجود ما يشبه الزعانف آخر القنبلة، مما يقلل من السحب ويزيد من الثبات بعد الإطلاق، وكلاهما يعمل على تحسين دقة واتساق المسار.
تستخدم القنابل غير الموجهة عادةً (صمامات تلامس) للانفجار عند الاصطدام، أو بعد بضع أجزاء من الألف من الثانية إذا كان تأثير الاختراق مطلوبًا. وتشمل البدائل صمامًا مزودًا بمقياس ارتفاع لإحداث انفجار جوي على الارتفاع المطلوب وصمام تقريبي لإحداث انفجار جوي على مسافة محددة من الأرض أو هدف آخر.